# Bolboceratops rosaedicatus
Bolboceratops rosaedicatus là một loài bọ cánh cứng trong họ Geotrupidae. Loài này được Carpaneto & Mignani miêu tả khoa học năm 1988.